# Watcha
Watcha（韓語：왓챠）是韓國的一家IT公司，設立於2011年9月。 主要運營影視作品點評推薦網站「WATCHA PEDIA」（왓챠피디아）以及OTT流媒體「WATCHA」（왓챠）兩大業務。
現在流媒體服務提供範圍為韓國與日本。日本的運營由株式会社Watcha Japan（Watcha Japan, inc.）負責。

## 歷史
- 2011年9月 - Frograms, Inc. 成立。
- 2012年8月 ‐ 影視作品點評推薦服務「WATCHA」測試版公布。
- 2013年5月 ‐ 「WATCHA 」正式版上線。
- 2015年9月 ‐ 「 WATCHA」日語版上線。
- 2016年1月 ‐ OTT流媒體「WATCHA PLAY」上線。
- 2018年3月 ‐ 公司更名為Watcha, Inc.。
- 2020年7月9日 ‐ 影視作品點評推薦服務「WATCHA」改名為「WATCHA PEDIA」，同時「WATCHA PLAY」更名為「WATCHA」[1]。
- 2020年9月16日 ‐ OTT流媒體「WATCHA」在日本上線。
- 2024年9月11日 ‐ 推出了名為「SHORTCHA」的短劇平台， 提供在韓國、日本、中國、美國等多個國家每集約 1 分鐘的電視劇。[2]

## 服務

### WATCHA PEDIA
2013年韓國上線，2015年日本上線的影視作品點評推薦服務。曾用名為「WATCHA」。
用戶可對所列的電影，電視劇作品進行評論，打分等操作，根據用戶所紀錄的數據，向用戶推薦可能合其口味的影視作品。。
現在評論總數超過了5億。

### WATCHA
2016年1月於韓國公開的網路串流服務，並於2020年9月16日在日本也開始提供服務。
影視作品涵蓋範圍廣泛，收錄作品範圍從知名作品到連影迷也不太知道的一些名作。同時注重作品內容盡量不與其他流媒體服務重複。
WATCHA與WATCHA PEDIA共享數據，因此可以根據用戶對作品做出的評價，更準確的為用戶進行推薦。

## 原創作品（WATCHA Original）

### 2021年
- Unframed （韓語：언프레임드）（類型：電影）
- Double Trouble （韓語：더블 트러블）　(類型：綜藝）

### 2022年
- Damn Good Company （韓語：좋좋소）（類型：劇集）
- 語意錯誤（韓語：시맨틱 에러）（類型：劇集）
- Join My Table　（韓語：조인 마이 테이블）（類型：綜藝）
- The Clubhouse（韓語：한화이글스: 클럽하우스）（類型：紀錄片）
- 搶奪智慧的鬼怪（韓語：지혜를 빼앗는 도깨비）（類型：綜藝）
- 노키득존（類型：綜藝）
- 致我的季節：春・朴宰燦篇（韓語：나의 계절에게: 봄, 박재찬 편）（類型：綜藝）
- 離別的食譜（韓語：오늘은 좀 매울지도 몰라）（類型：劇集）
- 最終兵器愛麗絲（韓語：최종병기 앨리스）（類型：劇集）
- Inside Lyrics（韓語：인사이드 리릭스）（類型：綜藝）
- 語意錯誤電影版（韓語：시맨틱 에러: 더 무비）（類型：電影）
- 捉賊藏（韓語：도둑잡기）（類型：綜藝）
- 沙漠之王（韓語：사막의 왕）（類型：劇集）

### 2023年
- Let Them Dance（韓語：우리가 춤추는 시간）（類型：紀錄片）
- 填滿下一個空格（韓語：다음 빈칸을 채우시오）（類型：紀錄片）

### 2024年
- 四柱王（韓語：사주왕）（類型：劇集）

### 即將上線
※以韓國上線時間為基準。

## 原創作品（SHORTCHA）
- 2024年《世界上最痛苦的吻》(세상에서 가장 아픈 키스)
- 2024年《我丈夫殺了我》(내 남편이 나를 죽였다)
- 2025年《我成了邪教教主的妻子》(사이비 교주의 아내가 되었습니다)
- 2025年《戀愛魔法虹詩酒吧》(러브매직 홍시BAR)
- 2025年《寄宿學院禁止戀愛》(기숙학원 연애금지)

## 外部鏈接
- WATCHA （页面存档备份，存于）
- WATCHA PEDIA （页面存档备份，存于）
- 株式会社Watcha Japan （页面存档备份，存于）
- Watcha的X（前Twitter）
- Watcha的Facebook專頁
- Watcha的Instagram帳戶WATCHA日本
- Watcha的Instagram帳戶WATCHA韓國
- WATCHA(韓國)YouTube頻道 （页面存档备份，存于）
- WATCHA(日本)YouTube頻道 （页面存档备份，存于）
- SHORTCHA(韓國)YouTube頻道